# Dango Ouattara
Dango Aboubacar Faissal Ouattara (ur. 11 lutego 2002 w Wagadugu) – burkiński piłkarz, grający na pozycji prawoskrzydłowego w angielskim klubie A.F.C. Bournemouth oraz w reprezentacji Burkiny Faso. Uczestnik Pucharu Narodów Afryki 2021 i 2023.

## Kariera klubowa
Swoją karierę piłkarską Ouattara rozpoczął w klubie Majestic FC, w którym w sezonie 2019/2020 zadebiutował w burkińskiej pierwszej lidze. W klubie tym grał przez rok.
Latem 2020 roku Ouattara przeszedł do francuskiego FC Lorient. W sezonie 2020/2021 grał w rezerwach tego klubu, a w 2021 stał się członkiem pierwszego zespołu. 8 sierpnia 2021 zadebiutował w nim w Ligue 1 w zremisowanym 1:1 wyjazdowym meczu z AS Saint-Étienne.
| Sezon   | Klub         | Kraj         | Rozgrywki              | Mecze | Gole |
| ------- | ------------ | ------------ | ---------------------- | ----- | ---- |
| 2019/20 | Majestic FC  | Burkina Faso | Superdivision          | ?     | ?    |
| 2020/21 | FC Lorient B | Francja      | Championnat National 2 | 2     | 0    |

## Kariera reprezentacyjna
W reprezentacji Burkiny Faso Ouattara zadebiutował 30 grudnia 2021 w zremisowanym 0:0 towarzyskim meczu z Mauretanią, rozegranym w Abu Zabi. W 2022 roku został powołany do kadry na Puchar Narodów Afryki 2021. Wraz z Burkiną Faso zajął 4. miejsce na tym turnieju. Rozegrał na nim 3 mecze: grupowy z Etiopią (1:1), w 1/8 finału z Gabonem (1:1, k. 7:6) i w ćwierćfinale z Tunezją (1:0), w którym strzelił zwycięskiego gola.